# Megan Suri
Megan Suri, född 28 mars 1999 i Downey, Kalifornien, är en amerikansk skådespelare.
Suris föräldrar är invandrare från Punjab i Indien. 
Suri har bland annat medverkat i TV-serien Never Have I Ever (2021–2022). Hon har även medverkat i filmerna Under the Bridge  och Missing från 2023.

## Filmografi (i urval)
- 2021–2022: Never Have I Ever
- 2023: Under the Bridge
- 2023: Missing
- 2023 – Poker Face (TV-serie)
- 2025 – Companion